# Jenipapo

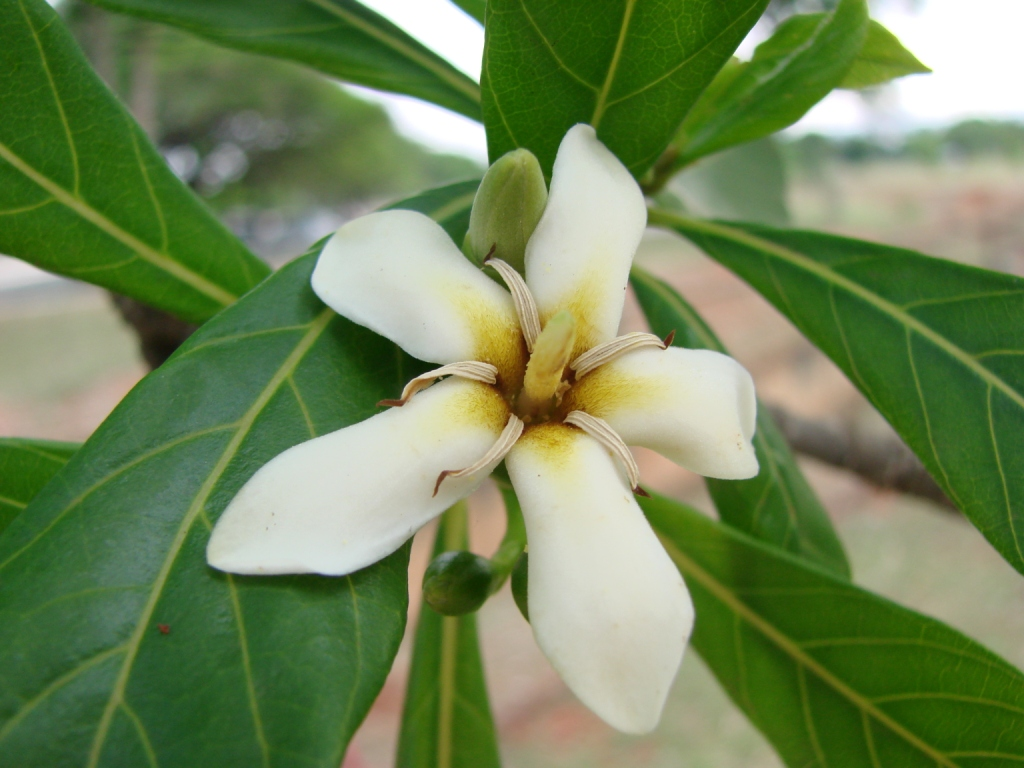
Jüngere, noch weiße Blüte von Genipa americana

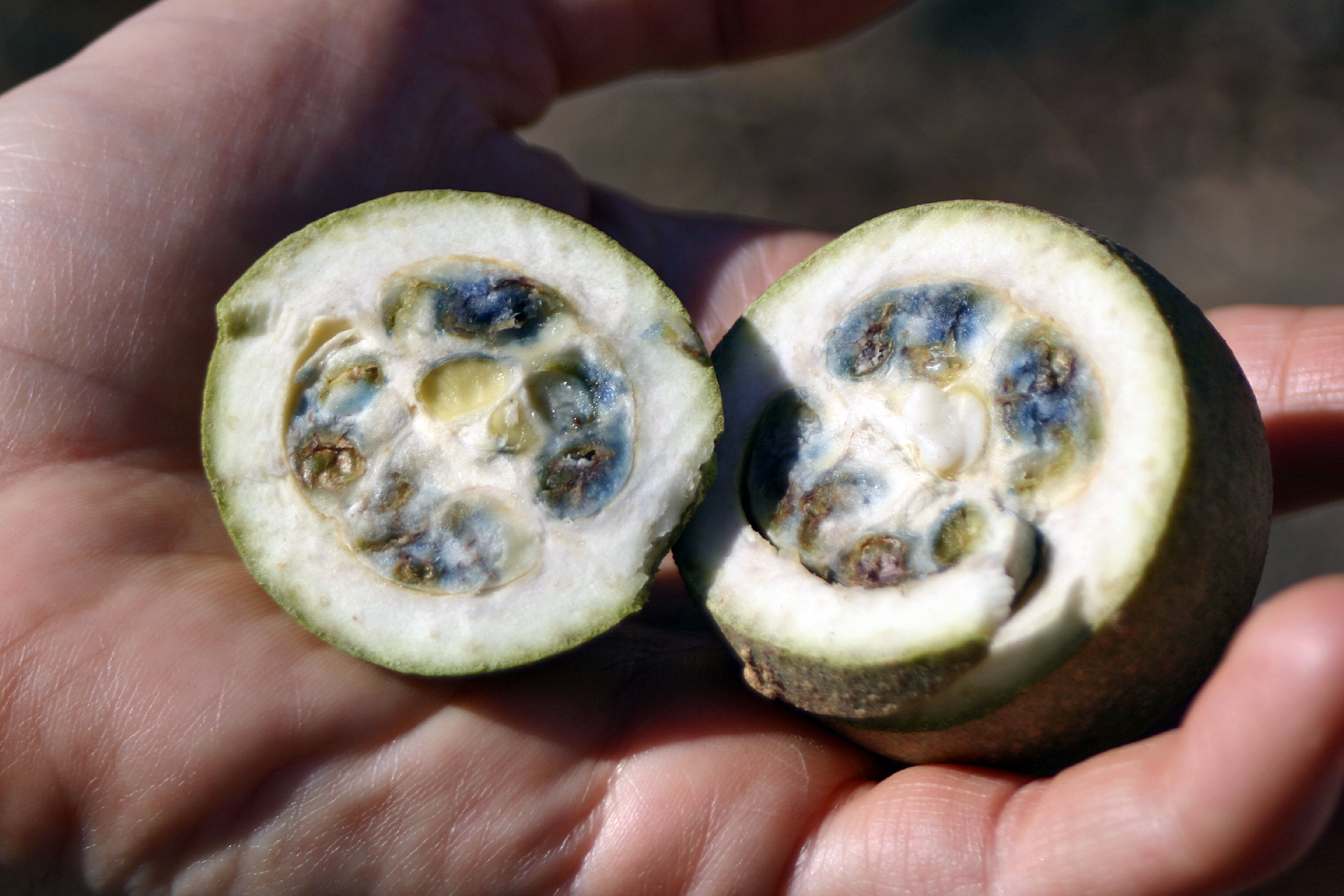
Geöffnete Frucht

Der Jenipapo-Baum (Genipa americana, Syn.: Genipa americana var. caruto (Kunth) K.Schum., Genipa caruto Kunth) ist eine Pflanzenart in der Familie der Rötegewächse (Rubiaceae).
Die Jenipapo-Frucht sieht einer Feige ähnlich. Sie ist meist aber bedeutend größer. Der Jenipapo-Baum ist im tropischen Südamerika, Mittelamerika und in der Karibik weit verbreitet.

## Beschreibung
Der Jenipapo ist ein oft immergrüner, mittelgroßer Baum, der Wuchshöhen von 10 bis über 20 m und Stammdurchmesser von 30 bis 80 cm erreicht. Die Borke ist ziemlich glatt und bräunlich bis gräulich. Das Holz ist hart und ausdauernd, jedoch relativ flexibel und weiß-grau gefärbt.
Die relativ kurz gestielten, ganzrandigen Laubblätter an den Zweigenden sind groß. Sie sind leicht lederig, meist verkehrt-eiförmig oder elliptisch, lanzettlich und bis 10 bis 40 cm lang und 5,5 bis 19 cm breit. Der dickliche Blattstiel ist bis etwa 1 cm lang. An der Spitze sind die Blätter bespitzt bis spitz, zugespitzt und die Nervatur ist gefiedert und unterseits erhaben. Die Blätter sind oberseits kahl und unterseits an der Nervatur leicht behaart. Es sind abfallende Nebenblätter vorhanden.
In kurzen, endständigen und kurz gestielten zymösen Blütenständen stehen die erst weißen und dann später gelben, oft fünfzähligen und gestielten, zwittrigen Blüten, die 2 bis 4,5 cm lang sind. Es sind kleine Tragblätter vorhanden. Der kahle, steife, fleischige und grüne Kelch ist kurz und becherförmig mit minimalen Spitzen. Die feinhaarige Blütenkrone besitzt eine kürzerer Kronröhre und längere, längliche und zurückgelegte Kronlappen, mit einem erst gelblichen und später dunkelroten Bereich innen an der Basis und im Schlund. Die Staubblätter im Schlund sind fast sitzend mit priemlichen, zurückgelegten Antheren. Der zweikammerige Fruchtknoten ist unterständig, die leicht kegelförmige Narbe ist lang, mit zwei aufrechten Lappen, die erst zusammenstehen und sich dann öffnen.
Die rundliche oder eiförmige bis ellipsoide, grau-bräunliche und etwas raue bis schorfig-wärzliche, ledrige Frucht, Beere (Panzerbeere, Scheinfrucht) hat einen Durchmesser von 6 bis 9 cm und an der Spitze abgestumpfte, kraterförmige Kelchreste. Das relativ trockene, weißliche Fruchtfleisch umgibt die Fruchtkammern die mit einer Vielzahl von Samen gefüllt sind, die in etwas schleimigen Membranen liegen. Die abgeflachten, hellbräunlichen und leicht texturierten Samen sind etwa 6–10 mm groß. Die Früchte müssen überreif konsumiert werde. Sie werden meist nicht ganz reif geerntet und dann gelagert.

## Verwendung
Die reifen, bräunlichen, etwa apfelgroßen und runzeligen Früchte sind essbar. Sie werden roh gegessen oder zu Kompott, Marmelade oder Getränken verarbeitet.

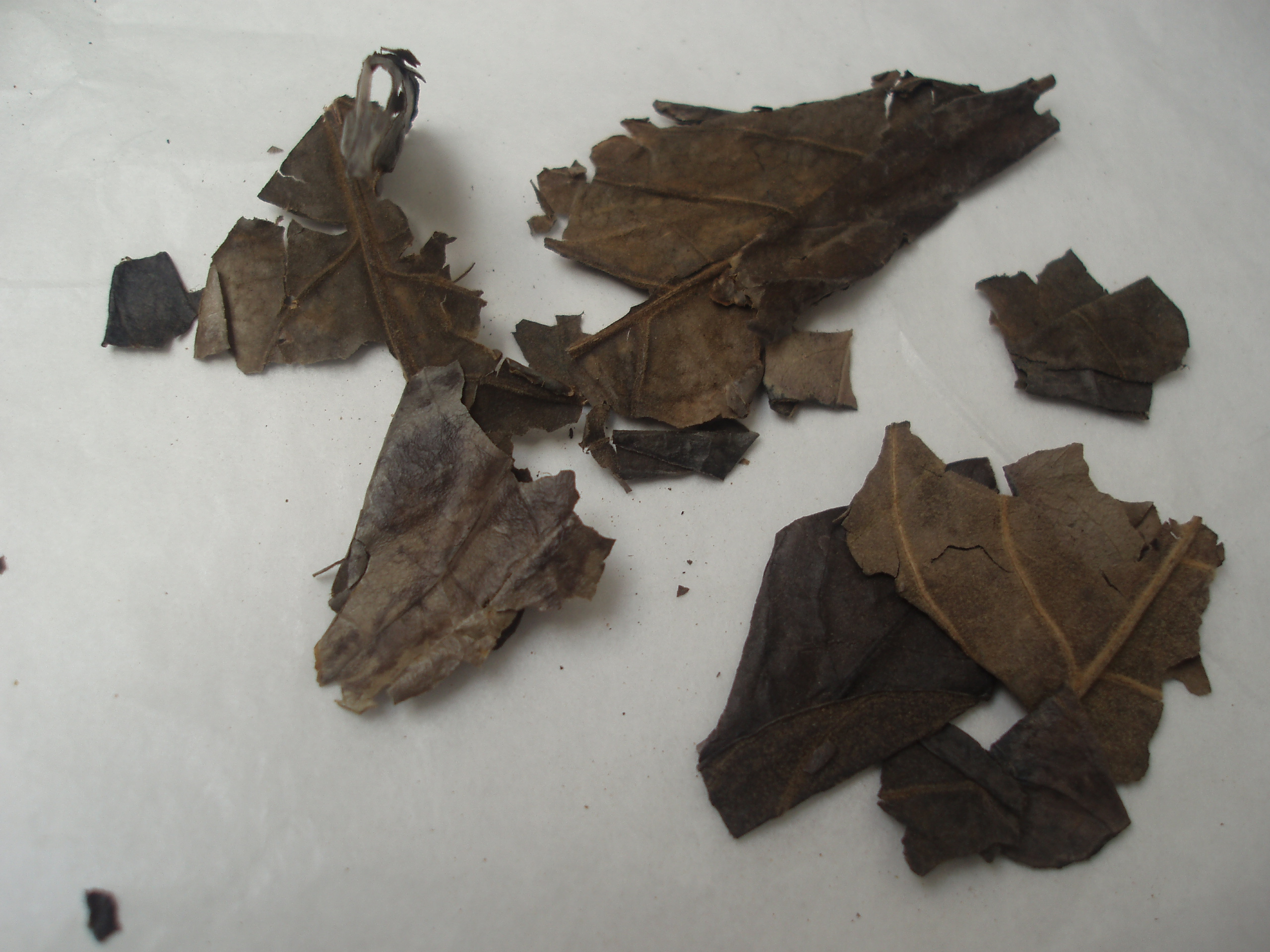
Ñandypa-Blätter aus der Volksmedizin der Guaraní

Die Ureinwohner Brasiliens und Venezuelas gewinnen aus den grünen, unreifen Jenipapo-Früchten den Saft um sich damit zu bemalen, bei Hautkontakt färbt er sich blau-schwarz (Jagua), den sie ähnlich wie Urucú benutzen. In der paraguayischen Volksmedizin wird Genipa americana (Guaraní; Ñandypa) desinfizierende, abführende, entschlackende und antirheumatische Wirkung nachgesagt.
Das mittelschwere aber wenig beständige Holz des Baumes wird im Verbreitungsgebiet als Bauholz und für Möbel verwendet. Es ist bekannt als Jagua.
1945 berichtet ein Urologe, dass er synthetisch ein Gebräu herstellen konnte, welches zur Auflösung von Verkrustungen in der Harnblase dient. Dieses Gebräu wurde ursprünglich von den Bewohnern des Amazonasbeckens aus dem Buitach-Apfel hergestellt und muss heiß getrunken werden. Es wird von den Einheimischen verwendet, wenn bei badenden Männern ein Candirú (Vandelliinae) in die Harnröhre eingedrungen ist, damit sich das Skelett des Fisches auflöst.